# Martina Stoof
Martina Stoof (* 15. Juli 1974 in Ilmenau) ist eine ehemalige deutsche Volleyball- und Beachvolleyballspielerin.

## Karriere
Martina Stoof begann 1985 mit dem Volleyball in der Halle. Später spielte die Universalspielerin mit dem SC Potsdam, dem TSV Spandau Berlin und dem TSV Rudow Berlin in der zweiten Bundesliga. Im Jahr 1997 spielte sie ihr erstes Beachvolleyball-Turnier. 2000 wurde sie mit Gabriele Freytag Dritte bei der Deutschen Meisterschaft in Timmendorfer Strand. 2004 trat sie mit Helke Claasen gleich zweimal in Timmendorfer Strand an; bei der Europameisterschaft reichte es nur zu Platz 25, während sie Dritte der nationalen Meisterschaft wurde.

## Privates
Martina Stoof wohnt heute mit ihrem Mann, dem ehemaligen Beachvolleyballspieler Andreas Scheuerpflug, zwei Töchtern und einem Sohn in Potsdam und ist Rechtsanwältin.